# Il coro di Tokyo
Il coro di Tokyo (東京の合唱?, Tōkyō no kōrasu) è un film muto del 1931 diretto da Yasujirō Ozu.

## Trama
Dopo un passato da studente indisciplinato, Shinji Okajima è riuscito a conseguire la laurea e a lavorare a Tokyo come impiegato per una compagnia di assicurazioni. Durante una festa aziendale protesta contro il licenziamento ingiustificato di un suo collega arrivando a perdere il posto di lavoro. In breve tempo Okajima, con a carico moglie e figli, accumula numerosi debiti (tra cui alcune insolvenze con l'ospedale, dove aveva fatto ricoverare la figlia minore in seguito ad un malessere) ed è costretto a lavorare in una trattoria gestita da un professore in pensione. Durante una cena tra ex compagni di università tenutasi nel ristorante, Okajima riesce ad ottenere il posto di lavoro grazie ad un suo ex professore.

## Produzione
La sceneggiatura è stata curata da Kōgo Noda, che ha agito unendo varie situazioni proveniente dal romanzo Shoshimin-gai di Komatsu Kitamura (accreditato come soggettista): successivamente Ozu ne accentuerà i toni drammatici rispetto ai precedenti film basati sulla vita degli impiegati (Kabocha, Kaishain seikatsu e Ashi ni sawatta kōun).

## Distribuzione

### Date di uscita
- 15 agosto 1931 in Giappone[2]
- dicembre 1982 negli Stati Uniti (Tokyo Chorus)
- 21 giugno 2006 in Francia (Le chœur de Tokyo)